# یواس‌اس ال‌اس‌تی-۲۹۱
یواس‌اس ال‌اس‌تی-۲۹۱ (به انگلیسی: USS LST-291) یک کشتی بود که طول آن ۳۲۸ فوت (۱۰۰ متر) بود. این کشتی در سال ۱۹۴۳ ساخته شد.